# 콩스탕 자크파
토우리 자우이 콩스탕 자크파(프랑스어: Tohouri Zahoui Constant Djakpa, 1986년 10월 17일, 아비장 ~)는 코트디부아르의 축구 선수로, 현재 레그오날리가 쥐트베스트의 헤센 드라이아이히에서 레프트 백으로 활약하고 있다.

## 국가대표팀 경력
자크파는 코트디부아르 U-21 국가대표팀과 올림픽 국가대표팀을 거쳤다. 그는 자국을 대표로 2008년 투르누아 에스푸아 드 툴롱에 참가하여 2골을 넣었는데, 1골은 미국전 페널티킥이었고, 다른 한골은 칠레전 골이었다.